# Bednarów
Bednarów – wieś w rejonie kałuskim obwodu iwanofrankiwskiego, założona w 1442 r. W II Rzeczypospolitej miejscowość była siedzibą gminy wiejskiej Bednarów w powiecie stanisławowskim województwa stanisławowskiego. Wieś liczy 2431 mieszkańców.
Znajduje tu się stacja kolejowa Bednarów, położona na linii Stryj – Iwano-Frankiwsk (odcinek dawnej Galicyjskiej Kolei Transwersalnej).